# Maycee Barber
Pour les articles homonymes, voir Barber.
Maycee Barber, née le 18 mai 1998 à Greeley (Colorado, États-Unis), est une pratiquante américaine d'arts martiaux mixtes (MMA). Elle combat actuellement dans la division des poids mouches de l'Ultimate Fighting Championship. 

## Biographie

### Jeunesse
Maycee Kaye Barber naît à Greeley.
Elle a deux sœurs et trois frères.
Son père est un ancien maçon qui a appris le kenpō après avoir subi une agression. Les sports de combat sont par la suite devenus une passion familiale et, en 2010, ses parents, Bucky et Maryann Barber, ouvrent leur académie de karaté et de jiu-jitsu brésilien à Fort Collins.
Maycee Barber s'initie aux sports de combat dès l'âge de 3 ans, en commençant par le karaté, puis se forme au jiu-jitsu brésilien, au judo, à la boxe, à la lutte et au muay-thaï au fil de sa jeunesse.
Dès l'âge de 13 ans, elle enseigne les sports de combat au sein de l'académie familiale, et, au même âge, il naît chez elle le rêve d'un jour intégrer l'UFC.

### Débuts (2017-2018)
Maycee Barber fait ses débuts professionnels au sein de la Legacy Fighting Alliance (en). Entre juin 2017 et mai 2018, elle fait abandonner Itzel Esquivel avec une clé de bras au 1er round, vainc Mallory Martin (en) via décision unanime, soumet Kaila Thompson en 33 secondes, et bat Audrey Perkins par KO technique.

### Parcours au sein de l'Ultimate Fighting Championship (2018-)
Un an après avoir fait ses débuts professionnels, Maycee Barber prend part à la deuxième saison des Dana White's Contender Series. Le 17 juillet 2018, elle vient à bout de Jamie Colleen via KO technique au moyen de coups de coude, à 45 secondes de la fin du combat, pour décrocher un contrat avec l'UFC.
Elle dispute son premier combat dans la fédération le 10 novembre 2018, qu'elle remporte par KO technique au 2e round face à Hannah Cifers (en).
Le 23 mars 2019, elle remporte son deuxième combat à l'UFC par KO technique au 2e round face à JJ Aldrich (en), après un 1er round défavorable.
Le 18 octobre 2019, elle décroche sa troisième victoire à l'UFC en vainquant la Canadienne Gillian Robertson (en) par KO technique au 1er round.
Le 18 janvier 2020, lors de l'UFC 246, Maycee Barber concède la première défaite de sa carrière en s'inclinant face à Roxanne Modafferi (en) par décision unanime. Malgré une rupture du ligament croisé antérieur au genou gauche survenu pendant le combat, Barber a poursuivi l'affrontement jusqu'à la fin du temps réglementaire.
Barber ne fait son retour qu'un an plus tard, le 13 février 2021, face à la Mexicaine Alexa Grasso et est une nouvelle fois mise en échec.
Elle rebondit en remportant son combat contre Miranda Maverick (en) via décision partagée en juillet 2021, dans ce qui est toutefois un résultat controversé,,.
En 2022, elle vainc Montana De La Rosa (en) et Jessica Eye, toutes deux via décision unanime,.
Le 25 mars 2023, elle défait Andrea Lee (en) via décision partagée.
Le 24 juin suivant, elle vient à bout de Amanda Ribas (en) par KO technique au 2e round, et décroche son premier bonus de Performance de la soirée.
Le 9 mars 2024, lors de l'UFC 299, elle bat Katlyn Cerminara (en) via décision unanime. À la suite de cette victoire, la sixième d'affilée, Barber égalise avec Erin Blanchfield et Manon Fiorot pour la plus longue série de victoires en cours de la division féminine des poids mouches.
Initialement prévue pour « main-eventer » son premier gala de l'UFC à Denver, dans son Colorado natal, face à Rose Namajunas le 13 juillet 2024, Barber se retire finalement du combat pour des raisons de santé et est remplacée par Tracy Cortez.

## Palmarès en arts martiaux mixtes
| 16 combats     | 14 victoires | 2 défaites |
| Par KO         | 6            | 0          |
| Par soumission | 2            | 0          |
| Sur décision   | 6            | 2          |

| Résultat | Record | Adversaire         | Méthode                           | Événement                                           | Date             | Round | Temps | Lieu                              | Notes                     |
| -------- | ------ | ------------------ | --------------------------------- | --------------------------------------------------- | ---------------- | ----- | ----- | --------------------------------- | ------------------------- |
| Victoire | 14-2   | Katlyn Cerminara   | Décision unanime                  | UFC 299: O'Malley vs. Vera II                       | 9 mars 2024      | 3     | 5:00  | Miami, Floride, États-Unis        |                           |
| Victoire | 13-2   | Amanda Ribas       | TKO                               | UFC on ABC: Emmett vs. Topuria                      | 24 juin 2023     | 2     | 3:42  | Jacksonville, Floride, États-Unis | Performance de la soirée. |
| Victoire | 12-2   | Andrea Lee         | Décision partagée                 | UFC on ESPN: Vera vs. Sandhagen                     | 25 mars 2023     | 3     | 5:00  | San Antonio, Texas, États-Unis    |                           |
| Victoire | 11-2   | Jessica Eye        | Décision unanime                  | UFC 276: Adesanya vs. Cannonier                     | 2 juillet 2022   | 3     | 5:00  | Las Vegas, Nevada, États-Unis     |                           |
| Victoire | 10-2   | Montana De La Rosa | Décision unanime                  | UFC Fight Night: Lemos vs. Andrade                  | 23 avril 2022    | 3     | 5:00  | Las Vegas, Nevada, États-Unis     |                           |
| Victoire | 9-2    | Miranda Maverick   | Décision partagée                 | UFC on ESPN: Sandhagen vs. Dillashaw                | 24 juillet 2021  | 3     | 5:00  | Las Vegas, Nevada, États-Unis     |                           |
| Défaite  | 8-2    | Alexa Grasso       | Décision unanime                  | UFC 258: Usman vs. Burns                            | 13 février 2021  | 3     | 5:00  | Las Vegas, Nevada, États-Unis     |                           |
| Défaite  | 8-1    | Roxanne Modaffeei  | Décision unanime                  | UFC 246: McGregor vs. Cowboy                        | 18 janvier 2020  | 3     | 5:00  | Las Vegas, Nevada, États-Unis     |                           |
| Victoire | 8-0    | Gillian Robertson  | TKO                               | UFC on ESPN: Reyes vs. Weidman                      | 18 octobre 2019  | 1     | 3:04  | Boston, Massachusetts, États-Unis |                           |
| Victoire | 7-0    | JJ Aldrich         | TKO                               | UFC Fight Night: Thompson vs. Pettis                | 23 mars 2019     | 2     | 3:01  | Nashville, Tennessee, États-Unis  |                           |
| Victoire | 6-0    | Hannah Cifers      | TKO                               | UFC Fight Night: The Korean Zombie vs. Rodríguez    | 10 novembre 2018 | 2     | 2:01  | Denver, Colorado, États-Unis      |                           |
| Victoire | 5-0    | Jamie Colleen      | TKO                               | Dana White's Contender Series : Saison 2, Épisode 5 | 17 juillet 2018  | 3     | 4:15  | Las Vegas, Nevada, États-Unis     |                           |
| Victoire | 4-0    | Audrey Perkins     | TKO                               | LFA 39: Heinisch vs. Checco                         | 4 mai 2018       | 3     | 2:54  | Vail, Colorado, États-Unis        |                           |
| Victoire | 3-0    | Kaila Thompson     | Soumission (étranglement arrière) | LFA 33: Willis vs. Stewart                          | 16 février 2018  | 1     | 0:31  | Dallas, Texas, États-Unis         |                           |
| Victoire | 2-0    | Mallory Martin     | Décision unanime                  | LFA 22: Heinisch vs. Perez                          | 8 septembre 2017 | 3     | 5:00  | Broomfield, Colorado, États-Unis  |                           |
| Victoire | 1-0    | Itzel Esquivel     | Soumission (clé de bras)          | LFA 14: Allen vs. Anders                            | 23 juin 2017     | 1     | 3:52  | Houston, Texas, États-Unis        |                           |